# 詹秉翔
詹秉翔（1993年—），臺灣指揮家。現任桃園市國樂團助理指揮。

## 生平

### 早期
詹秉翔出生於台南，自小學習鋼琴、胡琴。高中畢業後，詹秉翔進入國立政治大學就讀，主修歐洲語文學系。期間考入臺北市立國樂團附設青年國樂團，擔任二胡演奏員。大學畢業後，詹秉翔繼續朝著音樂的夢想前進，考入國立臺灣師範大學研究所，師事許瀞心，並取得音樂學系碩士學位。

### 職業生涯
2018年，獲第5屆臺灣國樂團菁英爭揮指揮大賽第一名及最佳作品詮釋獎。參與兩廳院「新點子樂展─無人音樂會」，與美國史丹佛音樂聲學中心（CCRMA）合作演出。2019年，入圍第10屆布加勒斯特國際指揮大賽（10th edition International Conducting Competition Jeunesses Musicales Bucharest）。
2020年，受邀臺南藝術節，指揮十鼓擊樂團，結合管弦樂團與舞蹈劇場之跨界製作「島嶼傳說」。
2023年至2024年，任臺北市立國樂團副指揮。2024年，就任桃園市國樂團助理指揮。
詹秉翔曾與臺北市立國樂團、臺灣國樂團、臺北市立國樂團附設學院國樂團、臺北市立國樂團附設青年國樂團及台南樂集等樂團合作演出。

## 獲獎與榮譽
- 第5屆臺灣國樂團菁英爭揮指揮大賽第一名及最佳作品詮釋獎，2018年
- 入圍第10屆布加勒斯特國際指揮大賽，2019年